# Тлектес
Тлектес (каз. Тілектес) — село в Аккулинском районе Павлодарской области Казахстана. Входит в состав Ямышевского сельского округа. Код КАТО — 555263400.

## Население
В 1999 году население села составляло 308 человек (159 мужчин и 149 женщин). По данным переписи 2009 года, в селе проживало 224 человека (115 мужчин и 109 женщин).